# VDK Gent Damesvolleybalteam
Il VDK Gent Damesvolleybalteam è una società pallavolistica femminile belga con sede a Gand: milita nel campionato di Volleyliga.

## Storia
Il VDK Gent Damesvolleybalteam viene fondato nel 1990, partecipando già dalla stagione 1990-91 al massimo campionato belga: i buoni risultati ottenuti consentono al club di giocare anche alle competizioni europee, esordendo nella Coppa CEV 1997-98. La prima vittoria, in ambito nazionale, arriva nella stagione 2008-09 con il successo nella Coppa del Belgio, seguita dalla vittoria in Supercoppa, bissata poi anche nell'edizione 2011.
Nella stagione 2012-13 il VDK Gent Dames vince per la prima volta lo scudetto, ottenendo anche la partecipazione alla Champions League 2013-14; si aggiudica poi la Supercoppa nelle edizioni 2013 e 2015. Nell'annata 2021-22 conquista per la seconda volta il campionato, seguito, nella stagione successiva, dal successo in Supercoppa 2022 e 2023.

## Rosa 2021-2022
| N° | Nome               | Ruolo | Data di nascita  | Nazionalità sportiva |
| -- | ------------------ | ----- | ---------------- | -------------------- |
| 1  | Els Vandesteene    | S     | 30 maggio 1987   | Belgio               |
| 2  | Saar Wallaeys      | P     | 10 dicembre 1997 | Belgio               |
| 3  | Tine De Quick      | L     | 10 ottobre 2001  | Belgio               |
| 4  | Elise Van Cleemput | S     | 13 febbraio 2001 | Belgio               |
| 5  | Marlies Janssens   | C     | 4 giugno 1997    | Belgio               |
| 6  | Charlotte Coppin   | P     | 1º dicembre 1998 | Belgio               |
| 7  | Lise De Valkeneer  | S     | 16 gennaio 1990  | Belgio               |
| 8  | Laure Flament      | S     | 18 giugno 1998   | Belgio               |
| 9  | Lotte De Quick     | P     | 11 gennaio 1998  | Belgio               |
| 10 | Julie Smeets       | O     | 10 aprile 1997   | Belgio               |
| 11 | Iris Vandewiele    | C     | 7 marzo 1994     | Belgio               |
| 12 | Janne Devos        | S     | 25 maggio 1999   | Belgio               |
| 17 | Axelle Longeval    | L     | 28 marzo 1997    | Belgio               |
| 19 | Charlotte Desmet   | C     | 7 settembre 1999 | Belgio               |

## Palmarès
- Campionato belga: 2

2012-13, 2021-22
- Coppa del Belgio: 1

2008-09
- Supercoppa belga: 6

2009, 2011, 2013, 2015, 2022, 2023